# It's Alive (álbum de Buckethead)
It's Alive es el trigésimo primer álbum de estudio del guitarrista Buckethead y el primero de la serie Pikes Fue escrito y producido por Buckethead y Dan Monti y lanzado a través del sitio web del artista el 15 de mayo de 2011.
El álbum incluye dos canciones publicadas anteriormente en el sitio web oficial de Buckethead. La primera se titula "Crack the Sky" y está dedica al jugador de baloncesto Blake Griffin, la cual había sido publicada el 17 de febrero de 2011. La segunda, "Lebrontron", fue publicada el 10 de marzo de 2011 y está dedicada una vez más a un jugador de baloncesto LeBron James.

## Lista de canciones
| N.º | Título                 | Duración |  |
| 1.  | «Lebrontron»           | 6:22     |  |
| 2.  | «Tonka»                | 3:16     |  |
| 3.  | «Peeling Out»          | 0:15     |  |
| 4.  | «Barnyard Banties»     | 2:27     |  |
| 5.  | «Crack the Sky»        | 5:06     |  |
| 6.  | «The Hatch»            | 3:59     |  |
| 7.  | «Brooding Peeps»       | 4:52     |  |
| 8.  | «Picking the Feathers» | 4:40     |  |

## Personal
- Buckethead – bajo, guitarra, producción
- Dan Monti – bajo, producción, remasterización
- P-Sticks – ilustración